# Copa del Mundo de Escalada
La Copa del Mundo de Escalada consiste en una serie de pruebas de escalada organizadas anualmente por la Federación Internacional de Escalada Deportiva. Se compite en tres disciplinas: escalada libre, búlder y velocidad.

## Medallistas hombres

### Escalada libre
| Año  | Oro                      | Plata                    | Bronce                         |
| ---- | ------------------------ | ------------------------ | ------------------------------ |
| 1989 | Simon Nadin              | Didier Raboutou          | Jerry Moffatt                  |
| 1990 | François Legrand         | Jacky Godoffe            | Jim Karn                       |
| 1991 | François Legrand         | François Lombard         | Yuji Hirayama                  |
| 1992 | François Legrand         | Luca Zardini             | Jean-Baptiste Tribout          |
| 1993 | François Legrand         | François Petit           | Yuji Hirayama                  |
| 1994 | François Lombard         | François Legrand         | Jean-Baptiste Tribout          |
| 1995 | François Petit           | François Legrand         | Arnaud Petit                   |
| 1996 | Arnaud Petit             | François Petit           | Cristian Brenna                |
| 1997 | François Legrand         | Arnaud Petit             | François Petit                 |
| 1998 | Yuji Hirayama            | Cristian Brenna          | Yevgen Kryvosheytsev           |
| 1999 | François Petit           | François Legrand         | Andreas Bindhammer             |
| 2000 | Yuji Hirayama            | Alexandre Chabot         | Cristian Brenna                |
| 2001 | Alexandre Chabot         | Gérome Pouvreau          | Tomáš Mrázek                   |
| 2002 | Alexandre Chabot         | Tomáš Mrázek             | Gérome Pouvreau                |
| 2003 | Alexandre Chabot         | Ramón Julián Puigblanque | François Auclair               |
| 2004 | Tomáš Mrázek             | Alexandre Chabot         | Flavio Crespi                  |
| 2005 | Flavio Crespi            | Jorg Verhoeven           | Cédric Lachat                  |
| 2006 | Patxi Usobiaga           | David Lama               | Flavio Crespi Tomáš Mrázek     |
| 2007 | Patxi Usobiaga           | Ramón Julián Puigblanque | Tomáš Mrázek                   |
| 2008 | Thomas Elliott           | Tomáš Mrázek             | Ramón Julián Puigblanque       |
| 2009 | Adam Ondra               | Patxi Usobiaga           | Sachi Amma                     |
| 2010 | Ramón Julián Puigblanque | Jakob Schubert           | Adam Ondra                     |
| 2011 | Jakob Schubert           | Ramón Julián Puigblanque | Sachi Amma                     |
| 2012 | Sachi Amma               | Ramón Julián Puigblanque | Jakob Schubert                 |
| 2013 | Sachi Amma               | Jakob Schubert           | Ramón Julián Puigblanque       |
| 2014 | Jakob Schubert           | Sean McColl              | Adam Ondra                     |
| 2015 | Adam Ondra               | Gautier Supper           | Jakob Schubert                 |
| 2016 | Domen Škofic             | Jakob Schubert           | Romain Desgranges              |
| 2017 | Romain Desgranges        | Stefano Ghisolfi         | Keiichiro Korenaga             |
| 2018 | Jakob Schubert           | Stefano Ghisolfi         | Romain Desgranges Domen Škofic |

### Búlder
| Año  | Oro                 | Plata               | Bronce                   |
| ---- | ------------------- | ------------------- | ------------------------ |
| 1999 | Christian Core      | Serik Kazbekov      | Jérôme Meyer             |
| 2000 | Pedro Pons          | Salavat Rakhmetov   | Daniel Dulac             |
| 2001 | Jérôme Meyer        | Mauro Calibani      | Daniel Andrada Jiménez   |
| 2002 | Christian Core      | Malcolm Smith       | Jérôme Meyer             |
| 2003 | Jérôme Meyer        | Salavat Rakhmetov   | Daniel Dulac             |
| 2004 | Daniel Dulac        | Kilian Fischhuber   | Jérôme Meyer             |
| 2005 | Kilian Fischhuber   | Jérôme Meyer        | Daniel Dulac             |
| 2006 | Jérôme Meyer        | Kilian Fischhuber   | Gérome Pouvreau          |
| 2007 | Kilian Fischhuber   | Dmitri Sarafutdinov | Stephane Julien          |
| 2008 | Kilian Fischhuber   | David Lama          | Dmitri Sarafutdinov      |
| 2009 | Kilian Fischhuber   | Rustam Gelmanov     | Gabriele Moroni          |
| 2010 | Adam Ondra          | Kilian Fischhuber   | Tsukuru Hori             |
| 2011 | Kilian Fischhuber   | Dmitri Sarafutdinov | Guillaume Glairon Mondet |
| 2012 | Rustam Gelmanov     | Kilian Fischhuber   | Jakob Schubert           |
| 2013 | Dmitri Sarafutdinov | Jakob Schubert      | Sean McColl              |
| 2014 | Jan Hojer           | Dmitri Sarafutdinov | Guillaume Glairon Mondet |
| 2015 | Jongwon Chon        | Jan Hojer           | Adam Ondra               |
| 2016 | Tomoa Narasaki      | Kokoro Fujii        | Alexey Rubtsov           |
| 2017 | Jongwon Chon        | Tomoa Narasaki      | Alexey Rubtsov           |
| 2018 | Jernej Kruder       | Tomoa Narasaki      | Rei Sugimoto             |
| 2019 | Tomoa Narasaki      | Adam Ondra          | Yoshiyuki Ogata          |

### Velocidad
| Year | Oro                    | Plata                  | Bronce                 |
| ---- | ---------------------- | ---------------------- | ---------------------- |
| 1998 | Andrey Vedenmeer       | Vladimir Netsvetaev    | Alexei Kozlov          |
| 1999 | Tomasz Oleksy          | Vladislav Baranov      | Vladimir Zakharov      |
| 2000 | Andrey Vedenmeer       | Iakov Soubbotine       | Vladimir Zakharov      |
| 2001 | Maksym Styenkovyy      | Alexandre Chaoulsky    | Alexander Peshekhonov  |
| 2002 | Alexander Peshekhonov  | Maksym Styenkovyy      | Sergey Sinitsyn        |
| 2003 | Tomasz Oleksy          | Alexander Peshekhonov  | Iakov Soubbotine       |
| 2004 | Sergey Sinitsyn        | Evgenii Vaitcekhovskii | Alexander Peshekhonov  |
| 2005 | Evgenii Vaitcekhovskii | Sergey Sinitsyn        | Tomasz Oleksy          |
| 2006 | Evgenii Vaitcekhovskii | Sergey Sinitsyn        | Alexander Peshekhonov  |
| 2007 | Sergey Sinitsyn        | Evgenii Vaitcekhovskii | Alexander Kosterin     |
| 2008 | Evgenii Vaitcekhovskii | Sergey Sinitsyn        | Qixin Zhong            |
| 2009 | Sergey Sinitsyn        | Sergey Abdrakhmanov    | Evgenii Vaitcekhovskii |
| 2010 | Stanislav Kokorin      | Evgenii Vaitcekhovskii | Libor Hroza            |
| 2011 | Łukasz Świrk           | Sergey Sinitsyn        | Sergey Abdrakhmanov    |
| 2012 | Stanislav Kokorin      | Danylo Boldyrev        | Yaroslav Gontaryk      |
| 2013 | Stanislav Kokorin      | Libor Hroza            | Qixin Zhong            |
| 2014 | Danyil Boldyrev        | Libor Hroza            | Marcin Dzieński        |
| 2015 | Qixin Zhong            | Libor Hroza            | Danyil Boldyrev        |
| 2016 | Marcin Dzieński        | Reza Alipour           | Aleksandr Shikov       |
| 2017 | Vladislav Deulin       | Reza Alipour           | Ludovico Fossali       |
| 2018 | Bassa Mawem            | Danyil Boldyrev        | Dmitry Timofeev        |

### Combinada
| Año  | Oro               | Plata                  | Bronce                       |
| ---- | ----------------- | ---------------------- | ---------------------------- |
| 1999 | François Petit    | Daniel Andrada Jiménez | Tomasz Oleksy                |
| 2000 | Alexandre Chabot  | Salavat Rakhmetov      | Serik Kazbekov               |
| 2001 | Alexandre Chabot  | Serik Kazbekov         | Kilian Fischhuber            |
| 2002 | Maksym Styenkovyy | Serik Kazbekov         | Kilian Fischhuber            |
| 2003 | Tomasz Oleksy     | Evgeny Ovchinnikov     | Serik Kazbekov Cédric Lachat |
| 2004 | Kilian Fischhuber | Flavio Crespi          | Gérome Pouvreau              |
| 2005 | Tomasz Oleksy     | Kilian Fischhuber      | Dmitri Sarafutdinov          |
| 2006 | Tomáš Mrázek      | David Lama             | Kilian Fischhuber            |
| 2007 | Jorg Verhoeven    | Tomáš Mrázek           | Kilian Fischhuber            |
| 2008 | David Lama        | Jorg Verhoeven         | Tomáš Mrázek                 |
| 2009 | Adam Ondra        | Sachi Amma             | Klemen Becan                 |
| 2010 | Adam Ondra        | Jakob Schubert         | Sachi Amma                   |
| 2011 | Jakob Schubert    | Sean McColl            | Klemen Becan                 |
| 2012 | Jakob Schubert    | Sean McColl            | Sachi Amma                   |
| 2013 | Jakob Schubert    | Sean McColl            | Sachi Amma                   |
| 2014 | Sean McColl       | Adam Ondra             | Domen Skofic                 |
| 2015 | Adam Ondra        | Sean McColl            | Domen Skofic                 |
| 2016 | Sean McColl       | Jakob Schubert         | Kokoro Fujii                 |
| 2017 | Tomoa Narasaki    | Jongwon Chon           | Kokoro Fujii                 |
| 2018 | Jakob Schubert    | Tomoa Narasaki         | Kokoro Fujii                 |

## Medallistas mujeres

### Escalada libre
| Año  | Oro                          | Plata              | Bronce                       |
| ---- | ---------------------------- | ------------------ | ---------------------------- |
| 1989 | Nanette Raybaud              | Luisa Iovane       | Robyn Erbesfield             |
| 1990 | Isabelle Patissier Lynn Hill | -                  | Nanette Raybaud              |
| 1991 | Isabelle Patissier           | Susi Good          | Robyn Erbesfield             |
| 1992 | Robyn Erbesfield             | Isabelle Patissier | Lynn Hill                    |
| 1993 | Robyn Erbesfield             | Susi Good          | Elena Ovtchinnikova          |
| 1994 | Robyn Erbesfield             | Isabelle Patissier | Natalie Richer               |
| 1995 | Robyn Erbesfield             | Laurence Guyon     | Liv Sansoz                   |
| 1996 | Liv Sansoz                   | Laurence Guyon     | Stéphanie Bodet              |
| 1997 | Muriel Sarkany               | Liv Sansoz         | Stéphanie Bodet              |
| 1998 | Liv Sansoz                   | Muriel Sarkany     | Stéphanie Bodet              |
| 1999 | Muriel Sarkany               | Liv Sansoz         | Martina Cufar                |
| 2000 | Muriel Sarkany               | Liv Sansoz         | Stéphanie Bodet              |
| 2001 | Muriel Sarkany               | Martina Cufar      | Sandrine Levet               |
| 2002 | Muriel Sarkany               | Sandrine Levet     | Martina Cufar                |
| 2003 | Muriel Sarkany               | Sandrine Levet     | Angela Eiter                 |
| 2004 | Angela Eiter                 | Muriel Sarkany     | Alexandra Eyer Natalija Gros |
| 2005 | Angela Eiter                 | Maja Vidmar        | Caroline Ciavaldini          |
| 2006 | Angela Eiter                 | Sandrine Levet     | Caroline Ciavaldini          |
| 2007 | Maja Vidmar                  | Angela Eiter       | Muriel Sarkany               |
| 2008 | Johanna Ernst                | Maja Vidmar        | Mina Markovic                |
| 2009 | Johanna Ernst                | Jain Kim           | Maja Vidmar                  |
| 2010 | Jain Kim                     | Mina Markovic      | Angela Eiter                 |
| 2011 | Mina Markovic                | Jain Kim           | Maja Vidmar                  |
| 2012 | Mina Markovic                | Jain Kim           | Johanna Ernst                |
| 2013 | Jain Kim                     | Mina Markovic      | Momoka Oda                   |
| 2014 | Jain Kim                     | Mina Markovic      | Magdalena Röck               |
| 2015 | Mina Markovic                | Jain Kim           | Jessica Pilz                 |
| 2016 | Janja Garnbret               | Anak Verhoeven     | Jain Kim                     |
| 2017 | Janja Garnbret               | Jain Kim           | Anak Verhoeven               |
| 2018 | Janja Garnbret               | Jessica Pilz       | Jain Kim                     |

### Búlder
| Año  | Oro              | Plata            | Bronce           |
| ---- | ---------------- | ---------------- | ---------------- |
| 1999 | Stéphanie Bodet  | Elena Choumilova | Sandrine Levet   |
| 2000 | Sandrine Levet   | Elena Choumilova | Delphine Martin  |
| 2001 | Sandrine Levet   | Myriam Motteau   | Corinne Theroux  |
| 2002 | Nataliya Perlova | Myriam Motteau   | Olga Jakovleva   |
| 2003 | Sandrine Levet   | Olga Bibik       | Nataliya Perlova |
| 2004 | Sandrine Levet   | Olga Bibik       | Yulia Abramchuk  |
| 2005 | Sandrine Levet   | Olga Bibik       | Yulia Abramchuk  |
| 2006 | Olga Bibik       | Juliette Danion  | Anna Stöhr       |
| 2007 | Juliette Danion  | Olga Shalagina   | Natalija Gros    |
| 2008 | Anna Stöhr       | Akiyo Noguchi    | Yulia Abramchuk  |
| 2009 | Akiyo Noguchi    | Anna Stöhr       | Natalija Gros    |
| 2010 | Akiyo Noguchi    | Anna Stöhr       | Chloé Graftiaux  |
| 2011 | Anna Stöhr       | Akiyo Noguchi    | Alex Puccio      |
| 2012 | Anna Stöhr       | Akiyo Noguchi    | Shauna Coxsey    |
| 2013 | Anna Stöhr       | Akiyo Noguchi    | Alex Puccio      |
| 2014 | Akiyo Noguchi    | Shauna Coxsey    | Anna Stöhr       |
| 2015 | Akiyo Noguchi    | Shauna Coxsey    | Miho Nonaka      |
| 2016 | Shauna Coxsey    | Miho Nonaka      | Melissa Le Neve  |
| 2017 | Shauna Coxsey    | Janja Garnbret   | Akiyo Noguchi    |
| 2018 | Miho Nonaka      | Akiyo Noguchi    | Fanny Gibert     |
| 2019 | Janja Garnbret   | Akiyo Noguchi    | Fanny Gibert     |

### Velocidad
| Year | Oro               | Plata                 | Bronce                |
| ---- | ----------------- | --------------------- | --------------------- |
| 1998 | Olga Zakharova    | Alena Ostapenko       | Nataliya Perlova      |
| 1999 | Olga Zakharova    | Alena Ostapenko       | Zosia Podgorbounskikh |
| 2000 | Olena Ryepko      | Olga Zakharova        | Zosia Podgorbounskikh |
| 2001 | Olga Zakharova    | Agung Ethi Hendrawati | Zosia Podgorbounskikh |
| 2002 | Olena Ryepko      | Mayya Piratinskaya    | Valentina Yurina      |
| 2003 | Valentina Yurina  | Anna Stenkovaya       | Olena Ryepko          |
| 2004 | Tatiana Ruyga     | Anna Stenkovaya       | Agung Ethi Hendrawati |
| 2005 | Anna Stenkovaya   | Valentina Yurina      | Olga Evstigneeva      |
| 2006 | Tatiana Ruyga     | Valentina Yurina      | Anna Stenkovaya       |
| 2007 | Tatiana Ruyga     | Svitlana Tuzhylina    | Anna Stenkovaya       |
| 2008 | Edyta Ropek       | Olena Ryepko          | Svitlana Tuzhylina    |
| 2009 | Edyta Ropek       | Anna Stenkovaya       | Valentina Yurina      |
| 2010 | Yuliya Levochkina | Kseniia Alekseeva     | Edyta Ropek           |
| 2011 | Edyta Ropek       | Maria Krasavina       | Alina Gaydamakina     |
| 2012 | Alina Gaydamakina | Yuliya Levochkina     | Maria Krasavina       |
| 2013 | Alina Gaydamakina | Iuliia Kaplina        | Aleksandra Rudzinska  |
| 2014 | Mariia Krasavina  | Iuliia Kaplina        | Anouck Jaubert        |
| 2015 | Mariia Krasavina  | Anouck Jaubert        | Iuliia Kaplina        |
| 2016 | Iuliia Kaplina    | Anouck Jaubert        | Klaudia Buczek        |
| 2017 | Anouck Jaubert    | Iuliia Kaplina        | Mariia Krasavina      |
| 2018 | Anouck Jaubert    | Aries Susanti Rahayu  | Yulia Kaplina         |

### Combinada
| Año  | Oro              | Plata           | Bronce                            |
| ---- | ---------------- | --------------- | --------------------------------- |
| 1999 | Elena Choumilova | Stéphanie Bodet | Isabelle Bihr                     |
| 2000 | Liv Sansoz       | Sandrine Levet  | Elena Choumilova                  |
| 2001 | Sandrine Levet   | Martina Cufar   | Elena Choumilova Annatina Schultz |
| 2002 | Sandrine Levet   | Olga Zakharova  | Jenny Lavarda                     |
| 2003 | Sandrine Levet   | Olga Bibik      | Barbara Bacher                    |
| 2004 | Sandrine Levet   | Jenny Lavarda   | Alexandra Eyer                    |
| 2005 | Sandrine Levet   | Anna Stenkovaya | Jenny Lavarda                     |
| 2006 | Angela Eiter     | Natalija Gros   | Maja Vidmar                       |
| 2007 | Natalija Gros    | Angela Eiter    | Svitlana Tuzhylina                |
| 2008 | Akiyo Noguchi    | Johanna Ernst   | Natalija Gros                     |
| 2009 | Akiyo Noguchi    | Jain Kim        | Johanna Ernst                     |
| 2010 | Jain Kim         | Akiyo Noguchi   | Natalija Gros                     |
| 2011 | Mina Markovic    | Jain Kim        | Akiyo Noguchi                     |
| 2012 | Mina Markovic    | Jain Kim        | Akiyo Noguchi                     |
| 2013 | Mina Markovic    | Akiyo Noguchi   | Momoka Oda                        |
| 2014 | Akiyo Noguchi    | Mina Markovic   | Momoka Oda                        |
| 2015 | Jain Kim         | Akiyo Noguchi   | Yuka Kobayashi                    |
| 2016 | Janja Garnbret   | Akiyo Noguchi   | Jessica Pilz                      |
| 2017 | Janja Garnbret   | Jain Kim        | Shauna Coxsey                     |
| 2018 | Janja Garnbret   | Akiyo Noguchi   | Miho Nonaka                       |